# إدينيو جونيور
إدينيو جونيور هو لاعب كرة قدم برتغالي في مركز الهجوم، ولد في 7 مارس 1994 في فارو في البرتغال. شارك مع منتخب البرتغال تحت 19 سنة لكرة القدم. أما مع النوادي، فقد لعب مع بلاكبيرن روفرز ونادي أولهانينسي ونادي بان ونادي فارنزي ونادي وايتهوك.

## وصلات خارجية
- إدينيو جونيور على موقع قاعدة بيانات كرة القدم.إي يو (الإنجليزية)
- إدينيو جونيور على موقع Soccerbase.com (لاعب) (الإنجليزية)
- إدينيو جونيور على موقع Soccerway.com (الإنجليزية)